# Leptotyphlops bicolor
Leptotyphlops bicolor este o specie de șerpi din genul Leptotyphlops, familia Leptotyphlopidae, descrisă de Jan 1860. Conform Catalogue of Life specia Leptotyphlops bicolor nu are subspecii cunoscute.